# Úszás az 1904. évi nyári olimpiai játékokon
Az 1904. évi nyári olimpiai játékok úszóversenyein kilenc versenyszámban avattak olimpiai bajnokot. Ez volt az egyetlen olimpia, amelyen a versenyszámok távjait yardban, illetve angol mérföldben határozták meg. Az úszóversenyeken csak férfi úszók vehettek részt.
A legeredményesebb úszó, az egyesült államokbeli Charles Daniels három arany-, egy ezüst- és egy bronzérmet nyert.
Az úszószámok mellett két műugrószámot is megrendeztek.

## Éremtáblázat
(A táblázatokban a rendező ország csapata és a magyar csapat eltérő háttérszínnel, az egyes számoszlopok legmagasabb értéke, vagy értékei vastagítással kiemelve.)
| Az 1904. évi nyári olimpiai játékok éremtáblázata úszásban | Az 1904. évi nyári olimpiai játékok éremtáblázata úszásban | Az 1904. évi nyári olimpiai játékok éremtáblázata úszásban | Az 1904. évi nyári olimpiai játékok éremtáblázata úszásban | Az 1904. évi nyári olimpiai játékok éremtáblázata úszásban | Olimpia  |
| ---------------------------------------------------------- | ---------------------------------------------------------- | ---------------------------------------------------------- | ---------------------------------------------------------- | ---------------------------------------------------------- | -------- |
|                                                            | Ország                                                     | Arany                                                      | Ezüst                                                      | Bronz                                                      | Összesen |
| 1.                                                         | Németország (GER)                                          | 4                                                          | 2                                                          | 2                                                          | 8        |
| 2.                                                         | Egyesült Államok (USA)                                     | 3                                                          | 6                                                          | 5                                                          | 14       |
| 3.                                                         | Magyarország (HUN)                                         | 2                                                          | 1                                                          | 1                                                          | 4        |
|                                                            |                                                            |                                                            |                                                            |                                                            |          |
| 4.                                                         | Ausztria (AUT)                                             | 0                                                          | 0                                                          | 1                                                          | 1        |
|                                                            |                                                            |                                                            |                                                            |                                                            |          |
| Összesen                                                   | Összesen                                                   | 9                                                          | 9                                                          | 9                                                          | 27       |

## Érmesek
| Az 1904. évi nyári olimpiai játékok érmesei úszásban | |         | |         | |         |
| Versenyszám                                          | Arany | Arany   | Ezüst | Ezüst   | Bronz | Bronz   |
| 50 yard gyors                                        | Halmay Zoltán · Magyarország (HUN)                                                                             | 28,0    | Scott Leary · Egyesült Államok (USA)                                                                                 | 28,6    | Charles Daniels · Egyesült Államok (USA)                                                                              | –       |
| 100 yard gyors                                       | Halmay Zoltán · Magyarország (HUN)                                                                             | 1:02,8  | Charles Daniels · Egyesült Államok (USA)                                                                             | –       | Scott Leary · Egyesült Államok (USA)                                                                                  | –       |
| 220 yard gyors                                       | Charles Daniels · Egyesült Államok (USA)                                                                       | 2:44,2  | Francis Gailey · Egyesült Államok (USA)                                                                              | 2:46,0  | Emil Rausch · Németország (GER)                                                                                       | 2:56,0  |
| 440 yard gyors                                       | Charles Daniels · Egyesült Államok (USA)                                                                       | 6:16,2  | Francis Gailey · Egyesült Államok (USA)                                                                              | 6:22,0  | Otto Wahle · Ausztria (AUT)                                                                                           | 6:39,0  |
| 880 yard gyors                                       | Emil Rausch · Németország (GER)                                                                                | 13:11,4 | Francis Gailey · Egyesült Államok (USA)                                                                              | 13:23,4 | Kiss Géza · Magyarország (HUN)                                                                                        | –       |
| 1 angol mérföld gyors                                | Emil Rausch · Németország (GER)                                                                                | 27:18,2 | Kiss Géza · Magyarország (HUN)                                                                                       | 28:28,2 | Francis Gailey · Egyesült Államok (USA)                                                                               | 28:54,0 |
| 100 yard hát                                         | Walter Brack · Németország (GER)                                                                               | 1:16,8  | Georg Hoffmann · Németország (GER)                                                                                   | 1:18,0  | Georg Zacharias · Németország (GER)                                                                                   | 1:19,6  |
| 440 yard mell                                        | Georg Zacharias · Németország (GER)                                                                            | 7:23,6  | Walter Brack · Németország (GER)                                                                                     | –       | Jamison Handy · Egyesült Államok (USA)                                                                                | –       |
| 4×50 yard gyorsváltó                                 | Egyesült Államok (USA) · New York Athletic Club · Joseph Ruddy · Leo Goodwin · Louis Handley · Charles Daniels | 2:04,6  | Egyesült Államok (USA) · Chicago Athletic Association · David Hammond · William Tuttle · Hugo Goetz · Raymond Thorne | –       | Egyesült Államok (USA) · Missouri Athletic Club · Amedee Reyburn · Gwynne Evans · Marquard Schwarz · William Orthwein | –       |

## Magyar részvétel
A magyar csapatot úszásban két versenyző képviselte, 23 olimpiai pontot szereztek.
| Magyar úszók az 1904. évi nyári olimpiai játékokon |                            |
| Versenyszám                                        | Magyar atléták             |
| 50 yard gyorsúszás                                 | Halmay Zoltán Arany 28,0   |
| 100 yard gyorsúszás                                | Halmay Zoltán Arany 1:02,6 |
| 880 yard gyorsúszás                                | Kiss Géza Bronz nincs adat |
| 1 mérföld gyorsúszás                               | Kiss Géza Ezüst 28:28,2    |